# Huizache, Veracruz
Huizache är en ort i Mexiko.   Den ligger i kommunen Tantoyuca och delstaten Veracruz, i den sydöstra delen av landet, 230 km norr om huvudstaden Mexico City. Huizache ligger 176 meter över havet och antalet invånare är 423.
Terrängen runt Huizache är huvudsakligen platt. Huizache ligger uppe på en höjd. Runt Huizache är det ganska tätbefolkat, med 72 invånare per kvadratkilometer. Närmaste större samhälle är Tantoyuca, 11,5 km sydost om Huizache. Trakten runt Huizache består till största delen av jordbruksmark.